# یوسف نیاکات
یوسف نیاکات (انگلیسی: Youssouf Niakaté؛ زادهٔ ۱۶ دسامبر ۱۹۹۲) بازیکن فوتبال اهل فرانسه است.